# Цеглівка
Цеглі́вка — пасажирський залізничний зупинний пункт Ужгородської дирекції Львівської залізниці.
Розташований у селі Тийглаш, Ужгородський район Закарпатської області на лінії Самбір — Чоп між станціями Струмківка (2 км) та Чоп (7 км).
Станом на серпень 2019 року щодня п'ять пар електропотягів прямують за напрямком Сянки — Мукачево.